# Surface utile nette
La surface utile nette (SUN) correspond aux surfaces de bureau, de réunion et des annexes de travail. Cette surface a été utilisée par l'État pour fixer la surface maximale qui doit être la norme dans les services de l'État.

## Présentation
L'UCANSS précise ce qu'il faut entendre par surface utile nette, en précisant qu'elle comprend : 
- les  surfaces  de  bureaux  y  compris  l’espace  photocopie, la  salle  d’attente  et  les  sanitaires  privatifs,
- les salles de réunion et formation,
- les  surfaces  annexes  (salles  d’archives  vivantes, salles  serveur  et  informatique, réserves  et  circulations dédiées).

La note détaille d'ailleurs ce qui distingue la surface utile nette de la surface utile brute (SUB), de la SHON et de la SHOB.
Le ratio des 12 m2 SUN par poste de travail est devenu la norme d’occupation inscrite dans la circulaire relative à la politique immobilière de l'État de 2009, jusqu'en mars 2023, date de la disparition de la SUN comme référence dans les conventions-types d'utilisation des immeubles appartenant à l'Etat.